# Neil Young
Neil Percival Young (ur. 12 listopada 1945 w Toronto) – kanadyjsko-amerykański gitarzysta, wokalista i kompozytor rockowy, wprowadzony do Rock and Roll Hall of Fame w 1995 (jako artysta solowy) i w 1997 (wraz z Buffalo Springfield). Kawaler Orderu Kanady i Orderu Manitoby.

## Życiorys
Autor poetyckich, filozofujących tekstów piosenek, cechujących się jednakże prostotą stylu. Od lat 60. aż do dziś wyraża w nich ideały cechujące kontrkulturę hippisowską. W swym muzycznym stylu przechodzi ze skrajności w skrajność – od miękkiego, niekiedy łzawego, akustycznego folk rocka, do agresywnego hard rocka, zawsze jednak dotykając w swej muzyce istotnych kwestii ludzkiej egzystencji. W swoim folkowym dorobku skłaniał się nieraz w stronę rocka psychodelicznego, a nawet grunge’u i heavy metalu. Często wzbogacał swoje utwory o długie, spektakularne solówki gitarowe. Głos Neila Younga, nienaturalnie wysoko ustawiony, a zarazem nieco szorstki, jest jednym z najłatwiej rozpoznawalnych w muzyce rockowej.
Neil Young jest znany ze swej pracowitości. Od początku swej kariery w połowie lat sześćdziesiątych nieustannie nagrywa nową muzykę oraz intensywnie koncertuje, jednocześnie współpracując z wielką liczbą artystów, także tych z najmłodszego pokolenia. Ze względu na swój wpływ na powstanie i rozwój muzyki grunge nazywany bywa „ojcem chrzestnym grunge’u” (The Godfather of Grunge). Do największych przebojów Neila Younga należą: „Heart of Gold”, „Helpless”, „Old Man”, „Like a Hurricane” czy też hardrockowe utwory takie jak: „Cinnamon Girl”, „Rockin’ in the Free World” czy „Hey, Hey, My, My” (Into The Black).
Poza swoją działalnością muzyczną Young wyreżyserował (lub współreżyserował) kilka filmów, pod pseudonimem „Bernard Shakey”. Są to głównie obrazy poświęcone muzyce (Journey Through the Past (1973), Rust Never Sleeps (1979), Human Highway (1982) i CSNY Déjà Vu), lub fabularne, powstałe w wyniku działalności muzycznej (Greendale, 2003). Obecnie Young pracuje nad filmem dokumentalnym o możliwościach przerobienia samochodu Lincoln Continental rocznik 1959 (znanego z olbrzymiego zużycia paliwa) na pojazd ekologiczny.
Neil Young jest także znany ze swojej działalności charytatywnej. Wspiera ruchy środowiskowe, organizacje skupiające małe gospodarstwa rolne (datująca się od lat 80. inicjatywa Farm Aid) oraz szkołę dla dzieci o specjalnych potrzebach komunikacyjnych The Bridge School (którą również wspomaga corocznymi koncertami charytatywnymi).
Young, choć od wczesnych lat 70. mieszka w Stanach Zjednoczonych, a w swoich piosenkach porusza problemy związane tematycznie z mitologią i polityką USA, ma kanadyjskie obywatelstwo i twierdzi, że nie zamierza się go zrzekać.
W 2003 został sklasyfikowany na 83. miejscu listy 100 najlepszych gitarzystów wszech czasów magazynu Rolling Stone. Z kolei w 2004 roku muzyk został sklasyfikowany na 51. miejscu listy 100 najlepszych gitarzystów heavymetalowych wszech czasów magazynu Guitar World. W styczniu 2020 roku został obywatelem Stanów Zjednoczonych, przyjmując podwójne obywatelstwo. W 2022 roku usunął swoją muzykę z serwisu Spotify w ramach protestu przeciwko dezinformacji na temat szczepionek przeciw COVID-19 w podkaście Joe Rogana The Joe Rogan Experience.

## Dyskografia Neila Younga

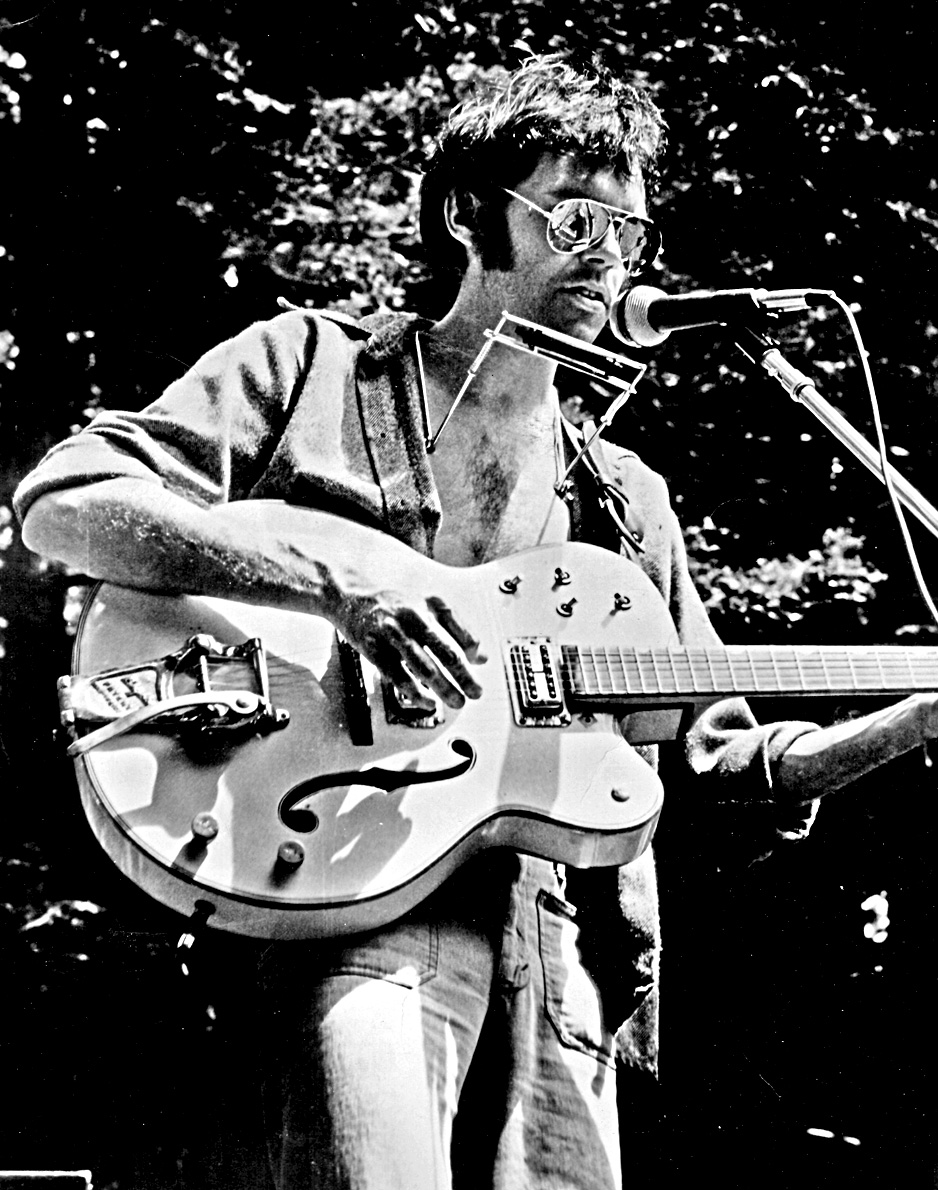
Neil Young (wczesne lata 70.)

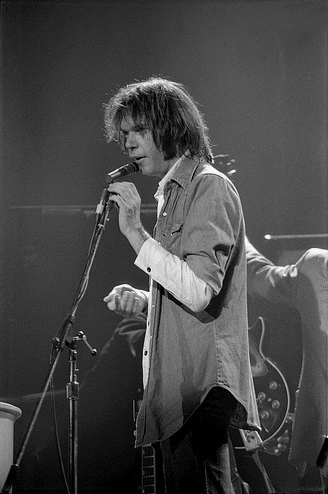
Neil Young w 1976

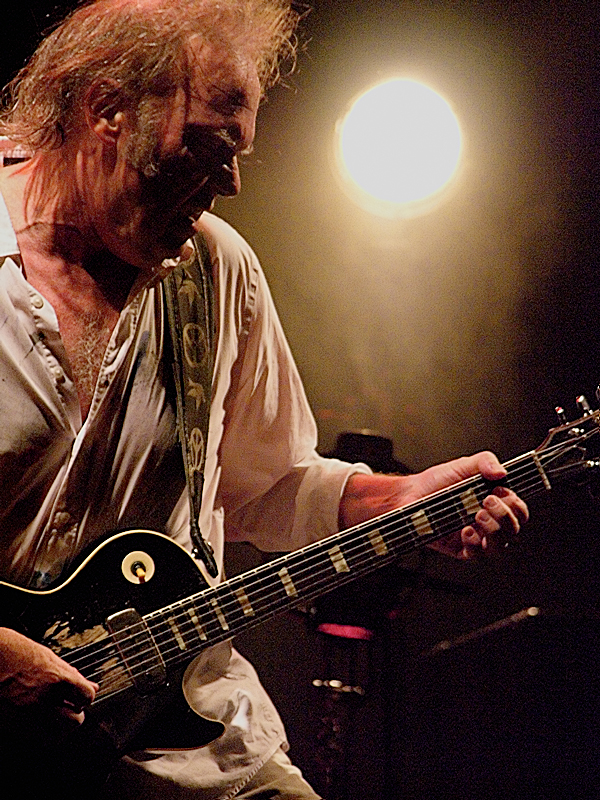
Neil Young w 2008

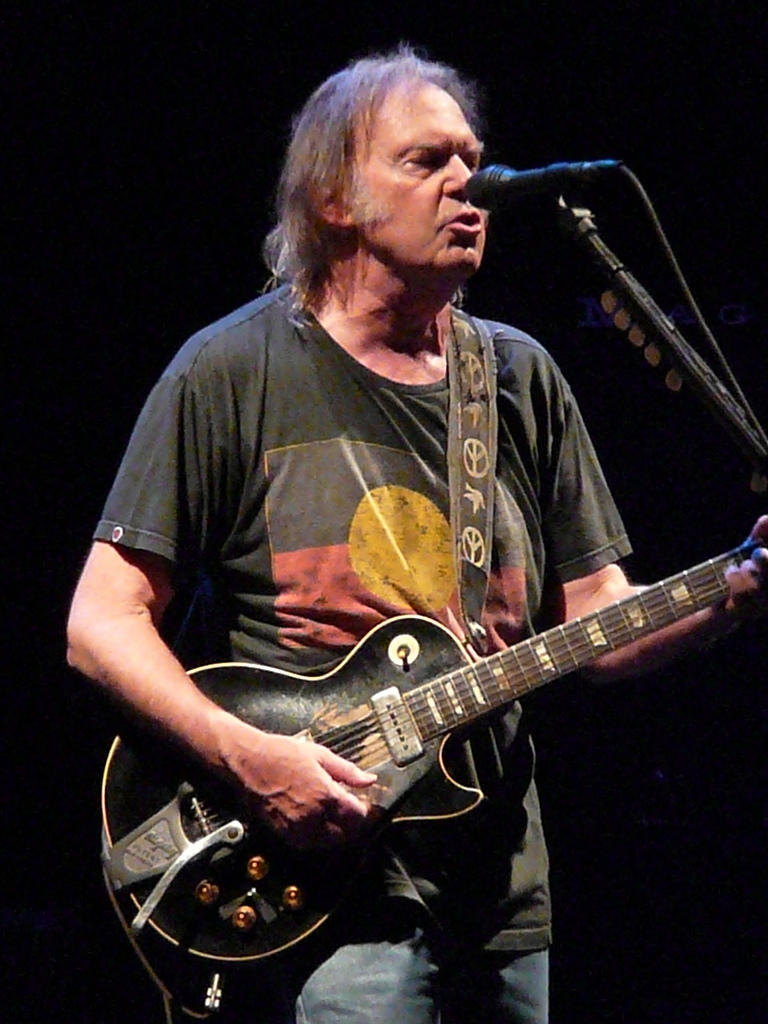
Neil Young w 2009

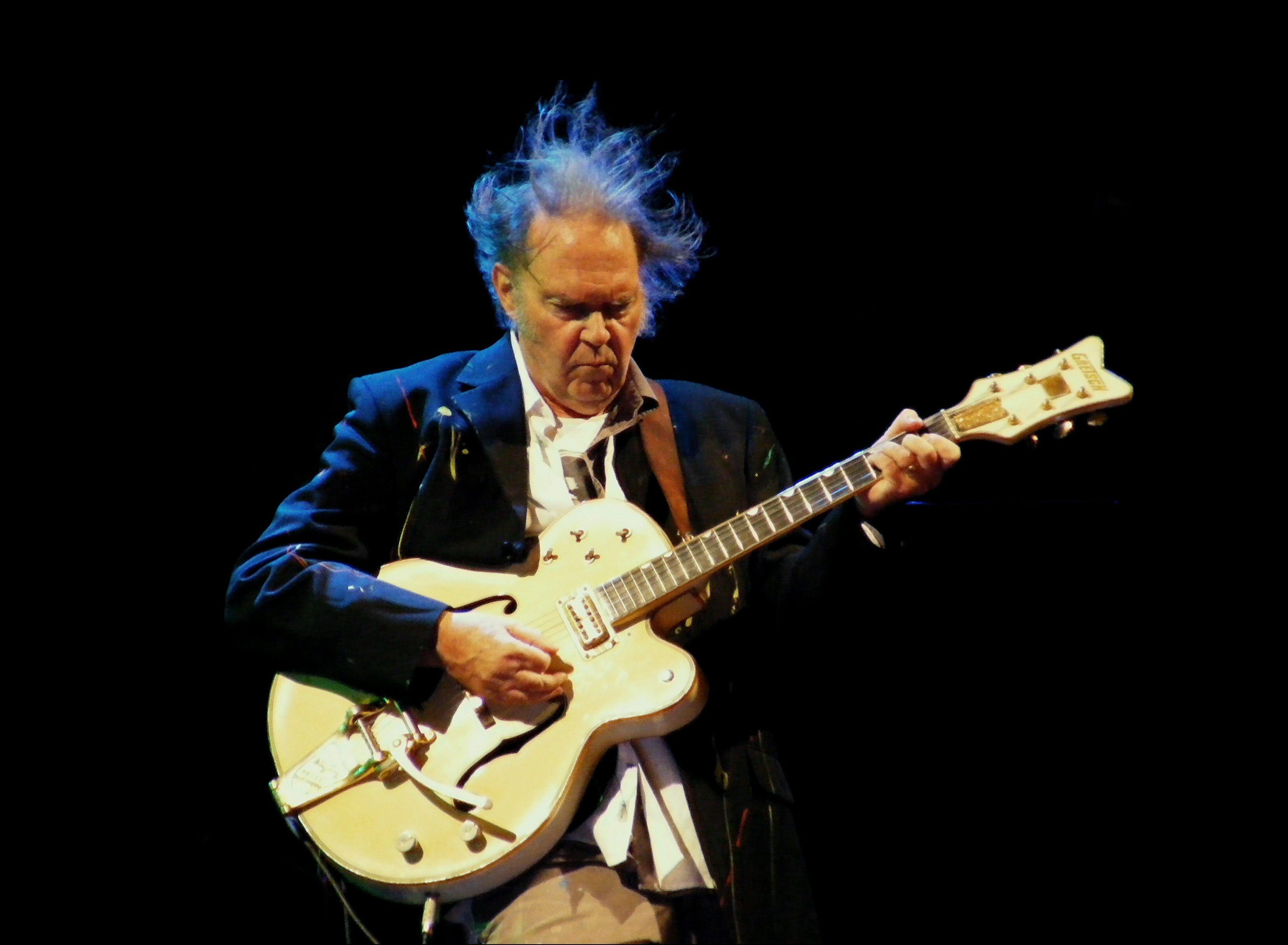
Neil Young w 2012

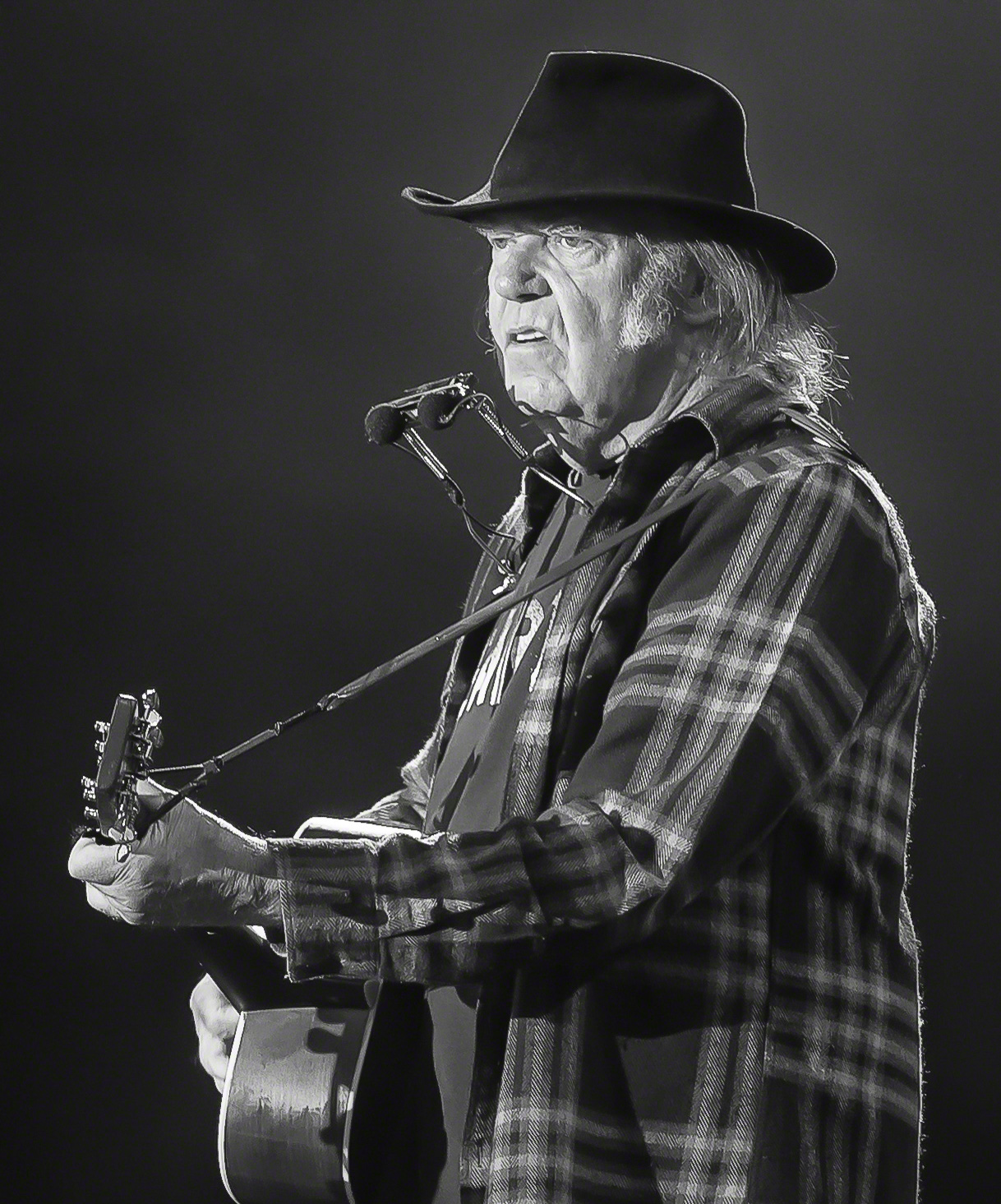
Neil Young w 2016

### ZBuffalo Springfield
- 1966 Buffalo Springfield
- 1967 Buffalo Springfield Again
- 1968 Last Time Around
- 1969 Retrospective: The Best of Buffalo Springfield
- 1973 Buffalo Springfield – compilation album
- 2001 Buffalo Springfield Box Set

### ZCrazy Horse
- 1969 Everybody Knows This Is Nowhere
- 1975 Zuma
- 1979 Rust Never Sleeps
- 1979 Live Rust
- 1981 Re-ac-tor
- 1987 Life
- 1990 Ragged Glory
- 1991 Arc
- 1991 Weld
- 1994 Sleeps with Angels
- 1996 Broken Arrow
- 1997 Year of the Horse
- 2012 Americana
- 2012 Psychedelic Pill
- 2019 Colorado[9]
- 2021 Barn[10]
- 2022 Toast (nagrany w 2001)[11]
- 2022 World Record[12]
- 2023 Chrome Dreams (nagrany 1974-1977)[13]
- 2024 Early Daze (nagrany w 1969)[14]

### ZCrosby, Stills, Nash and Young
- 1970 Déjà Vu
- 1971 4 Way Street
- 1974 So Far
- 1988 American Dream
- 1999 Looking Forward

### Solo
- 1968 Neil Young
- 1970 After the Gold Rush
- 1972 Harvest (wraz z zespołem The Stray Gators)
- 1974 On the Beach
- 1975 Tonight’s the Night
- 1976 Long May You Run
- 1977 American Stars ’n Bars
- 1978 Comes a Time
- 1980 Hawks & Doves
- 1983 Trans
- 1983 Everybody’s Rockin’ (wraz z zespołem The Shocking Pinks)
- 1985 Old Ways
- 1986 Landing on Water
- 1988 This Note’s for You (wraz z zespołem The Bluenotes)
- 1989 Eldorado
- 1989 Freedom
- 1990 Ragged Glory
- 1992 Harvest Moon
- 1995 Mirror Ball (wraz z zespołem Pearl Jam)
- 2000 Silver & Gold
- 2001 Mystery Train
- 2002 Are You Passionate?
- 2003 Greendale
- 2005 Prairie Wind
- 2006 Living With War
- 2007 Chrome Dreams II
- 2009 Fork In The Road
- 2010 Le Noise
- 2014 A Letter Home[15]
- 2014 Storytone
- 2015 The Monsanto Years (z zespołem Promise of the Real)[16]
- 2016 Peace Trail
- 2017 Hitchhiker (nagrany 1976)[17]
- 2017 The Visitor (z zespołem Promise of the Real)[18]
- 2020 Homegrown (nagrany 1974–1975)[19]
- 2023 Before And After[20]
- 2025 Oceanside Countryside[21]
- 2025 Talking to the Trees (z zespołem The Chrome Hearts)[22]

### Albumy koncertowe
- 1973 Time Fades Away
- 1979 Live Rust
- 1991 Weld
- 1991 Arc
- 1993 Unplugged
- 1997 Year of the Horse
- 2000 Road Rock, Vol. 1 – Friends & Relatives
- 2016 Earth (z zespołem Promise of the Real)[23]
- 2024 Fuckin' Up (z zespołem Crazy Horse)[24]

### SeriaArchives
- 2006 Live at the Fillmore East (wraz z Crazy Horse)
- 2007 Live at Massey Hall 1971
- 2008 Sugar Mountain – Live At Canterbury House 1968
- 2009 The Archives Vol. 1 1963–1972 (zestaw nagrań rzadkich i koncertowych z lat 1963–1972)
- 2009 Dreamin’ Man Live ’92
- 2021 Neil Young Archives Volume II: 1972–1976[25]
- 2024 Neil Young Archives Volume III: 1976–1987[26]

### Ścieżki dźwiękowe
- 1972 Journey Through the Past
- 1980 Where the Buffalo Roam
- 1994 Philadelphia (album)
- 1996 Dead Man (muzyka do filmu Truposz)
- 2018 Paradox (z zespołem Promise of Real)[27]

### Składanki
- 1977 Decade
- 1993 Lucky Thirteen
- 2004 Greatest Hits

## Filmografia
- Sound City (jako on sam, 2013, film dokumentalny, reżyseria: Dave Grohl)[28]